# Петуховс, Александрс
Александрс Петуховс (Петухов) (латыш. Aleksandrs Petukhovs; род. 23 марта 1967, Рига) — латвийский сценарист, режиссёр и актёр.

## Биография
Петуховс родился в 1967 году в Риге в семье матери-украинки и отца еврейско-русского происхождения. В доме говорили на 3-х языках. Изучал кино в Национальной киношколе ВГИКа в Москве. Работал кинокритиком в ежедневной газете «Правда». В 1990-х годах он эмигрировал в США, а затем в Польшу и стал помощником маститых режиссёров Барановски, Кесьлёвского и Полански. К нему были обращены слова Кшиштофа Кесьлёвского: «Дорогой мой Александр, мы, кинематографисты, все сидим в одном поезде. К сожалению, мест очень мало. Я сойду с поезда, чтобы вы могли занять моё место».
В 2004 году совместная работа Петуховса и Александра Хана «Последний советский фильм» был номинирован на приз ФИПРЕССИ Премии Европейской киноакадемии, но уступил картине Тео Ангелопулоса «Трилогия: Плачущий луг». Фильм также был представлен на многих международных кинофестивалях и отмечен наградой Латвийского национального кинофестиваля за лучшую мужскую роль (Вольдемар Карпачс).
В качестве актёра-эпизодника снялся в ряде голливудских блокбастеров.